# Céline Gros
Céline Gros (ur. 28 stycznia 1983) – francuska kolarka górska, czterokrotna medalistka mistrzostw świata, pięciokrotna medalistka mistrzostw Europy, a także zdobywczyni Pucharu Świata w downhillu.

## Kariera
Pierwsze medale Céline Gros zdobyła na mistrzostwach Europy w Rhenen w 2000 roku, gdzie zwyciężyła w dualu, a w downhillu była trzecia. Największe sukcesy w karierze osiągnęła w 2004 roku. Na mistrzostwach świata w Les Gets zdobyła srebrny medal w downhillu, wyprzedziły ją tylko Vanessa Quin z Nowej Zelandii i Japonka Mio Suemasa. W sezonie 2004 Pucharu Świata w kolarstwie górskim zwyciężyła w klasyfikacji generalnej downhillu, wyprzedzając swą rodaczkę Sabrinę Jonnier i Marielle Saner ze Szwajcarii. Na rozgrywanych trzy lata później mistrzostwach Europy w Kapadocji zdobyła srebrny medal w swej koronnej konkurencji, przegrywając tylko z Jonnier. W 2008 roku była druga w four-crossie na ME w St. Wendel, a podczas ME w Zoetermeer rok później była trzecia w zjeździe. Ponadto na mistrzostwach świata w Leogang w 2012 roku Francuzka zdobyła brązowy medal w four crossie. Lepsze okazały się tylko Anneke Beerten z Holandii i Czeszka Romana Labounková. Kolejny medal zdobyła na mistrzostwach świata w Pietermaritzburgu w 2013 roku. Była tam trzecia w four crossie, ulegając tylko Australijce Caroline Buchanan i Katy Curd z Wielkiej Brytanii. Nigdy nie wystąpiła na igrzyskach olimpijskich.